# Hans-Bone von Schwerin
Hans-Bone von Schwerin (* 10. Juli 1898 in Börnicke (Bernau bei Berlin); † 10. Juli 1965) war Landrat des Landkreises Gießen.

## Familie
Seine Eltern waren der Jurist Albert von Schwerin (* 1870; † 1956) und Enole von Mendelssohn-Bartholdy (* 1879; † 1947), Tochter des Ernst von Mendelssohn-Bartholdy und der Marie Warschauer. Hans-Bone hatte 6 Geschwister: Bruder Wolfgang, gefallen 1918, Bruder Erckhinger, ebenfalls Jurist, Bruder Rolf, der Finanzmakler wurde, Bruder Jürgen, ein Immobilienkaufmann, Schwester Dorothea, Mitbegründerin der FDP und die Schwester Cordula.
Hans-Bone von Schwerin heiratete 1922 Herta von Elbe. Sie war die Tochter des Juristen Kurt von Elbe und der Käthe Freiin von Richthofen. Beide Eheleute waren somit Urenkeln von Paul Mendelssohn-Bartholdy. Hans-Bone und Herta hatten fünf Kinder.
Der Politiker Albert Graf von Zieten-Schwerin ist sein Großvater.

## Ausbildung und Beruf
Nach einer landwirtschaftlichen Lehre besuchte er ab 1919 die Landwirtschaftliche Hochschule Berlin und studierte anschließend Staatswissenschaft und Volkswirtschaft an der Universität Berlin. 1922 erhielt er sein Diplom als Landwirtschaftslehrer. Ihn interessierten Fragen der landwirtschaftlichen Selbstverwaltung. Nach der Mitarbeit auf dem väterlichen Gut in Obersteinbach war er ab 1929 Geschäftsführer einer Kreisbauernkammer in Mittelfranken. 1937 übernahm er eine Ziegelei in Marburg.

## Politik
Ab 1945 war er dort Stadtverordneter, trat der CDU bei, wurde Vorstandsmitglied der Städtischen Sparkasse Marburg und Mitglied der Spruchkammer. 1947 wurde er zum Vorsitzenden des Kreisverbandes Marburg der CDU gewählt. 1949 wählte ihn der Kreistag des Landkreises Gießen zum Landrat. 1954 wurde er wiedergewählt und war bis 1961 im Amt.